# Runemo
Runemo este o localitate în partea de est a Suediei, în regiunea Gävleborg (Hälsingland). Aparține de comuna Ovanåker.

## Demografie
| \| Evoluția demografică a zonei urbane Runemo, 1980–2015 \| Evoluția demografică a zonei urbane Runemo, 1980–2015 \| Evoluția demografică a zonei urbane Runemo, 1980–2015 \| Evoluția demografică a zonei urbane Runemo, 1980–2015 \| Evoluția demografică a zonei urbane Runemo, 1980–2015 \| \| --------------------------------------------------------------------------------------- \| ----------------------------------------------------- \| ----------------------------------------------------- \| ----------------------------------------------------- \| ----------------------------------------------------- \| \| An \| \| \| Locuitori \| \| \| 1980 \| 1980 \| \| 238 \| 238 \| \| 1990 \| 1990 \| \| 265 \| 265 \| \| 1995 \| 1995 \| \| 275 \| 275 \| \| 2000 \| 2000 \| \| 261 \| 261 \| \| 2005 \| 2005 \| \| 283 \| 283 \| \| 2010 \| 2010 \| \| 263 \| 263 \| \| 2015 \| 2015 \| \| 249 \| 249 \| \| Sursa: SCB - Statistika Centralbyrån, Folkmängden per tätort. Vart femte år 1960 - 2016 \| \| \| \| \| |      |  |           |     |
| Evoluția demografică a zonei urbane Runemo, 1980–2015 |      |  |           |     |
| An |      |  | Locuitori |     |
| 1980 | 1980 |  | 238       | 238 |
| 1990 | 1990 |  | 265       | 265 |
| 1995 | 1995 |  | 275       | 275 |
| 2000 | 2000 |  | 261       | 261 |
| 2005 | 2005 |  | 283       | 283 |
| 2010 | 2010 |  | 263       | 263 |
| 2015 | 2015 |  | 249       | 249 |
| Sursa: SCB - Statistika Centralbyrån, Folkmängden per tätort. Vart femte år 1960 - 2016 |      |  |           |     |